# Квазістаціонарний процес
Квазістаціона́рний проце́с (рос. квазистационарный процесс, англ. quasistationary process, нім. quasistationärer Prozeß m) — процес, швидкість поширення якого в обмеженій системі така велика, що за час, який потрібен для поширення процесу в межах усієї системи, стан його помітно змінитися не встигає.

## Інтернет-ресурси
- Квазістаціонарний процес [Архівовано 4 Березня 2016 у Wayback Machine.]
- КВАЗИСТАЦИОНАРНЫЙ ПРОЦЕСС [Архівовано 27 Жовтня 2014 у Wayback Machine.]